# Močvarna smeđa žaba
Močvarna smeđa žaba živi u nizinama srednje i južne Europe sve do Sibira. Francuska pokrajina Elzas predstavlja zapadnu granicu rasprostiranja. Obitava na vlažnim livadama ili močvarnom zemljištu. Tijekom sezone parenja, ožujak – travanj, mužjaci mogu poprimiti na kratko vrijeme plavu boju. Ženke liježu jaja u skupinama od 1000 – 2000. 
Močvarna smeđa žaba se može naći u Turopolju i na popisu je zaštićenih vrsta u Republici Hrvatskoj.